# Jaap Schouten (roeier)
Wolter Jaap (Jaap) Schouten (Den Haag, 9 december 1984) is een Nederlandse roeier. Hij werd meervoudig Nederlands kampioen op de lichte skiff. Ook vertegenwoordigde hij Nederland bij grote internationale wedstrijden. 
Vanaf 2001 maakte hij onderdeel uit van het Nederlandse roeiteam. Zijn eerste succes boekte hij in 2007 met het winnen van het Nederlands kampioenschap lichte skiff. In datzelfde jaar won hij een bronzen medaille in de lichte-mannenskiff op het wereldkampioenschap, dat van 26 augustus 2007 tot en met 3 september 2007 in München werd gehouden. 
Het jaar erop prolongeerde hij zijn nationale titel in de lichte skiff, en op de eerste wereldbeker van het seizoen in München wist hij de gouden medaille te behalen. Hij was eerste Nederlander in de geschiedenis van de wereldbeker die goud behaalde. Ook de twee daaropvolgende wereldbekerwedstrijden wist Schouten op zijn naam te schrijven en won zodoende het eindklassemant. In de strijd om het wereldkampioenschap moest hij het echter net afleggen tegen regerend wereldkampioen Duncan Grant. Dankzij zijn goede prestatie werd hij verkozen tot Leids Sporter van het jaar.
Hij was lichte roeier bij KSRV Njord en komt uit Leiden. 

## Titels
- Nederlands kampioen dubbel vier - 2005, 2007
- Nederlands kampioen lichte dubbel twee - 2005
- Nederlands kampioen dubbel twee - 2005, 2009
- Nederlands kampioen lichte skiff - 2005, 2007, 2008, 2009, 2010
- Nederlands kampioen onder 23 jaar lichte skiff - 2006
- Nederlands kampioen onder 23 jaar dubbel twee - 2005
- Sportman van Leiden - 2007, 2008, 2009, 2010
- Roeier van het jaar - 2007

## Palmares

### roeien (lichte skiff)
- 2005: 5e WK onder 23 jaar - 7.28.74
- 2007:  Skiffhead
- 2007:  Wereldbeker I in Linz - 7.12,86
- 2007:  Wereldbeker II in Amsterdam - 7.02,11
- 2007:  Wereldbeker III in Luzern - 7.05,59
- 2007:  WK in München - 6.58,81
- 2008:  Skiffhead
- 2008:  Wereldbeker I in München - 7.44,46
- 2008:  Wereldbeker II in Luzern - 7.13,14
- 2008:  Wereldbeker III in Poznan - 6.50,65
- 2008:  WK in Linz - 6.52,73
- 2009: 7e WK - 6.57,02
- 2010: 16e Wereldbeker I in Bled - 6.35,83
- 2010:  Wereldbeker III in Luzern - 7.13,54

### roeien (dubbel twee)
- 2001: 6e WK junioren in Duisburg - 6.49,96
- 2009: 6e Wereldbeker III in Luzern - 6.32,00
- 2009: 7e Wereldbeker I in Banyoles - 6.41,05

### roeien (lichte mannen acht)
- 2006: 6e WK in Eton - 5.41,69
- 2006: 4e Wereldbeker III in Luzern - 5.51,88